# Bumetopia vittipennis
Bumetopia vittipennis là một loài bọ cánh cứng trong họ Cerambycidae.